# Матукана
Матукана (исп. Matucana) — город на западе центральной части Перу. Административный центр одноимённого района и провинции Уарочири в регионе Лима. Расположен на высоте 2378 м над уровнем моря, примерно в 74 км к востоку от Лимы. Население города составляет 5768 человек.

## История
Город Матукана был основан в 1647 году Мигелем-де-Кастро-и-Гарсия, который был потомком одного из конкистадоров Франсиско Писарро. В этих местах им было найдено золото. Столетие спустя, в 1756 году, золотой рудник Матуканы был похоронен под лавиной, вызванной землетрясением. Сегодня город является центром экотуризма.